# Горловский художественный музей
Го́рловский худо́жественный музе́й — музей изобразительных искусств в городе Горловка. В музее хранятся и экспонируются произведения изобразительного искусства России и Украины XVIII – начала XXI века.

## История
Горловский художественный музей основан 26 апреля 1959 года. Основой собрания стала коллекция из 214 произведений, безвозмездно переданных в музей жителями Горловки. Среди энтузиастов, принявших участие в создании музея и комплектовавших его коллекции, художники В. Сахненко, И. Тихий, Б. Пианида, В. Мешков, коллекционеры Ф. Вишневский и А. Колударов. В 1962 г. московский коллекционер, доктор медицинских наук С. Мухин передал в музей коллекцию произведений Н. К. Рериха, насчитывающую 28 работ российского периода творчества художника, включающую произведения монументальной и станковой живописи, графики, эскизы театральных декораций. В дальнейшем фонд музея пополнялся за счет поступлений из Министерств культуры СССР и РСФСР, Дирекций выставок Союза художников СССР и Союза художников РСФСР, подарков от жителей города, донецких и горловских художников. В 1983 г. русский анималист Д. Горлов, внук горного инженера П. М. Горлова, именем которого назван город, передал музею 41 собственную графическую и скульптурную работу, а также литографии 1930-х годов советского анималиста В. А. Ватагина.

## Фонд
Основной фонд музея включает более 2000 произведений живописи, графики, скульптуры и декоративно-прикладного искусства.

### Искусство России
Собрание российского искусства включает в себя произведения И. К. Айвазовского, Л. С. Бакста, А. Н. Бенуа, В. А. Ватагина, К. И. Горбатова, Д. Горлова, П. Н. Грузинского, С. Ф. Колесникова, Л. Ф. Лагорио, К. Е. Маковского, Г. Г. Мясоедова, Н. К. Рериха, З. Е. Серебряковой, К. А. Сомова. Искусство Донбаса представлено полотнами живописцев второй половины XX — начала XXI века: Ю. В. Зорко, А. И. Полякова, Г. А. Тышкевича. Имеется коллекция произведений художников Крыма.

### Искусство Украины
Собрание украинского искусства включает в себя произведения Н. П. Глущенко, С. А. Григорьева, М. Г. Дерегуса, В. И. Зарецкого,  Ф. Коновалюка, В. Костецкого, К. Я. Крижицкого, П. А. Левченко, А. Лопухова, В. Непейпиво, П. А. Нилуса, В. Д. Орловского, Н. К. Пимоненко, И. П. Похитонова, С. И. Светославского, К. Трохименко, С. Ф. Шишко, Т. Н. Яблонской, а также коллекцию произведений художников Западной Украины. Многие произведения украинского искусства второй половины XX века были лично подарены музею авторами.

## Галерея

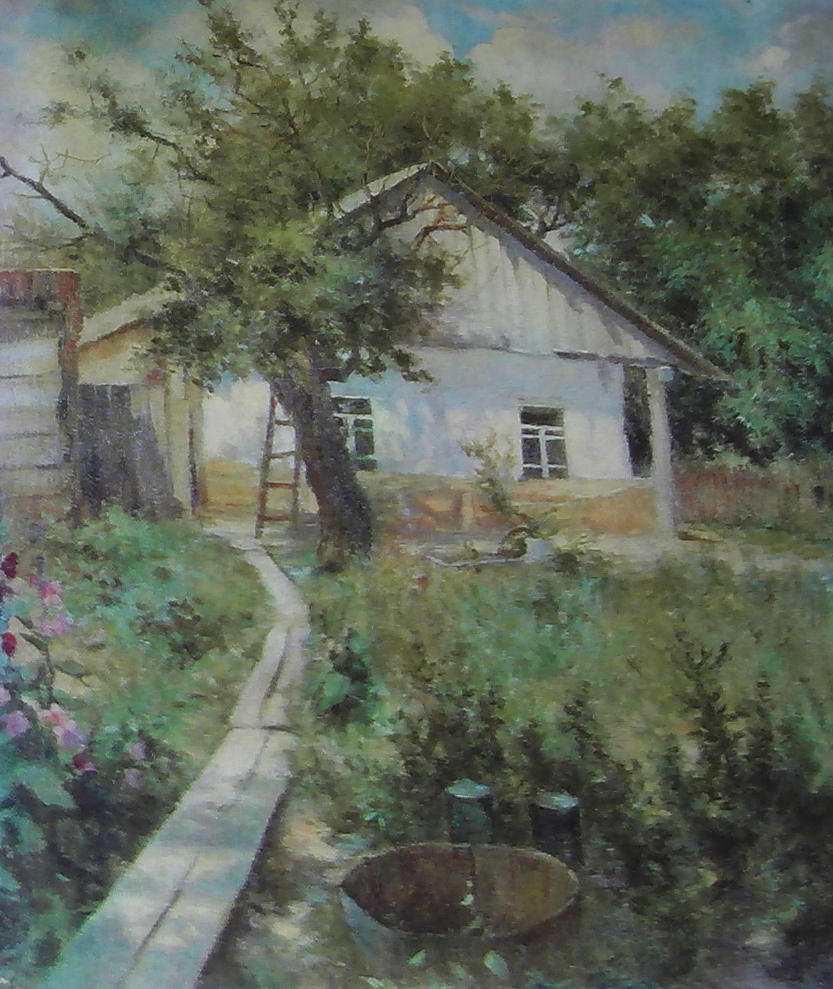
С. И. Светославский. «Лето в Куреневке», 1880-е гг.
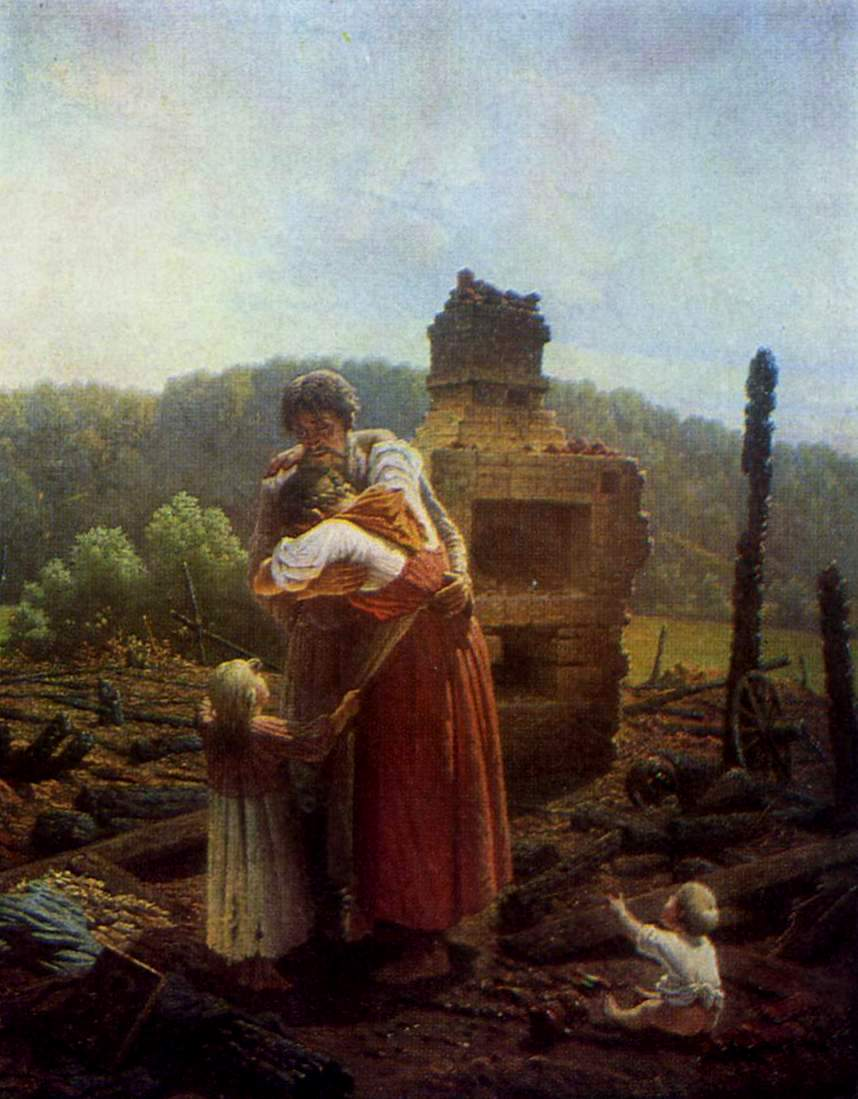
А. Ф. Протопопов. «Погорельцы», 1883 г.
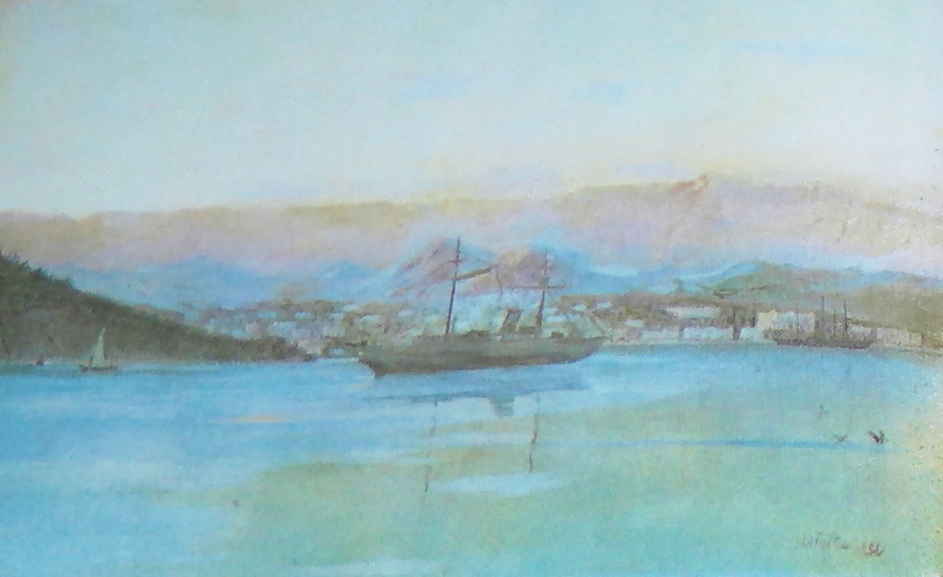
Л. Ф. Лагорио. «Море», 1899 г.
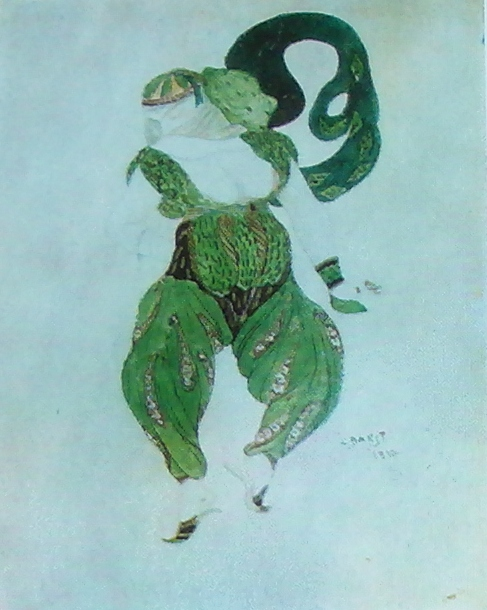
Л. С. Бакст. «Царевна-лягушка», 1900-1906 гг.
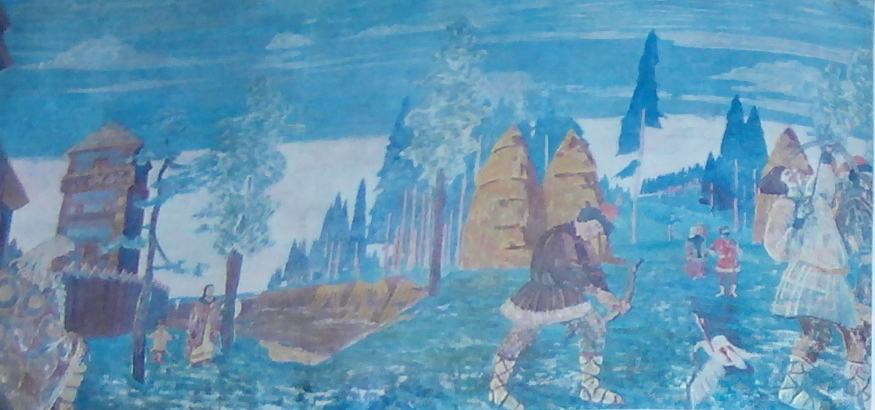
Н. К. Рерих. «Поморяне. Утро», 1906 г.
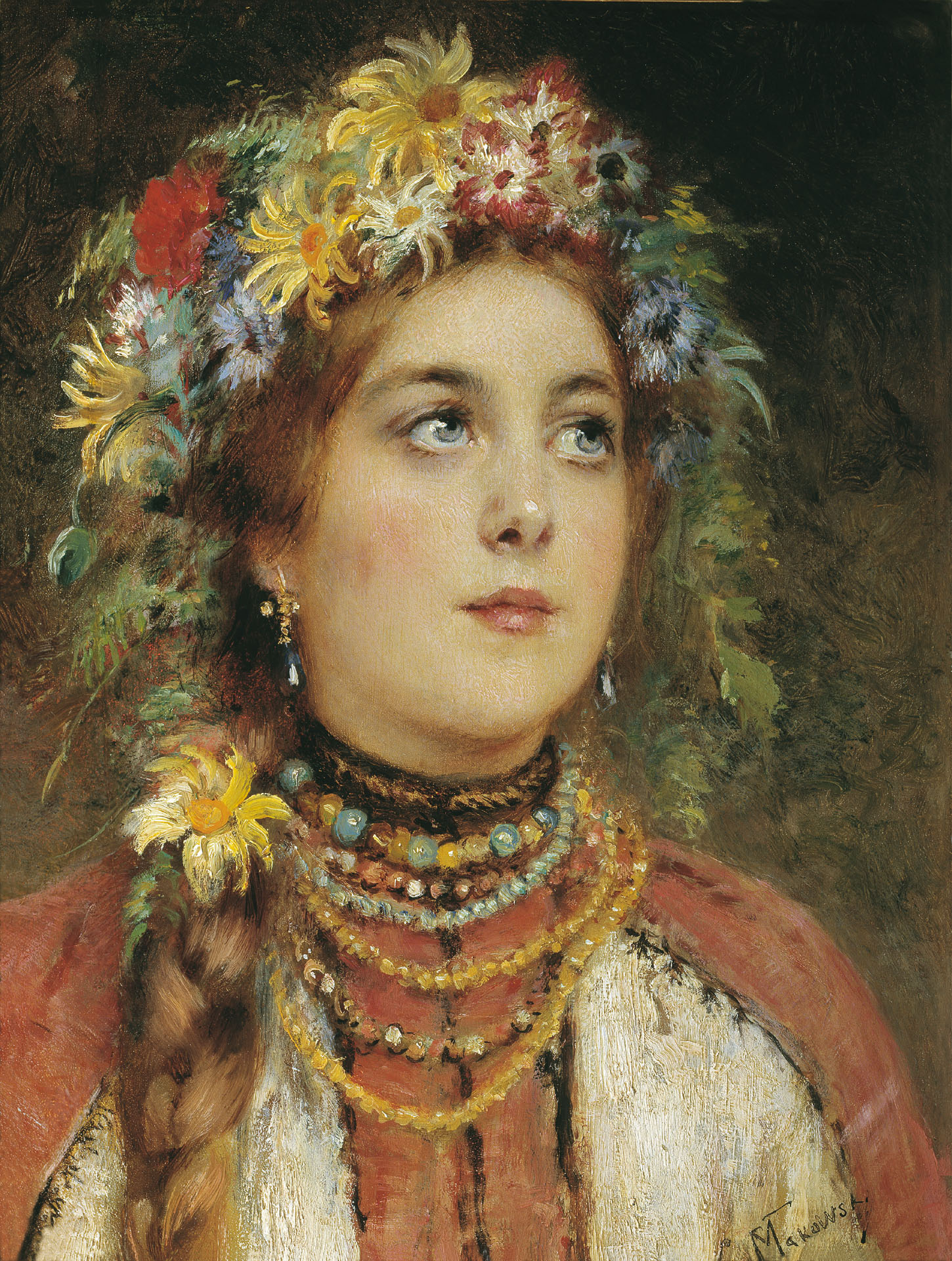
К. Е. Маковский. «Русская красавица в венке», конец XIX в. – до 1915 г.

## Награды
- Медаль им. П. М. Горлова за значительный вклад в развитие города.

## Издания
- Горлівський художній музей: альбом / авт. — упоряд. Г.І.Рубанова. — К.: Мистецтво, 1987. — 119с.; іл. — (Скарби музеїв України)
- Горловский художественный музей. Советское искусство. Комплект из 13 открыток. Издательство «Советский художник». Москва. 1986 г.
- Горловский художественный музей. Русское искусство. Комплект из 13 открыток. Издательство «Советский художник». Москва. 1986 г.
- Горловский художественный музей: комплект открыток серии «Живопись Н. К. Рериха в музеях мира» — Москва: Международный центр Рерихов, 2004 г. — 16 открыток.
- Каталог работ Н.Рериха из собрания Горловского художественного музея. /составитель Рубанова Г. И. — Горловка.: ПП «Видавництво Ліхтар», 2010. — 32с.; ил.
- Маточкин Е. П. Николай Рерих: Мозаики, иконы, росписи, проекты церквей. — Самара: Издательский дом «Агни», 2005. — 200с.: ил.
- Час збирати: наукові статті та матеріали/ Під ред. І.М.Бондар, Н. В. Чегринець: ГХМ.- Горлівка: ПП «Видавництво Ліхтар», 2009.- 103с.